# Detlev Belder
Detlev Belder (* 1964 in Celle) ist ein deutscher Chemiker. Er ist Professor für Analytische Chemie an der Universität Leipzig.

## Leben
Belder promovierte 1994 an der Universität Marburg sowie MPI für Kohlenforschung, Mülheim. Von 1995 bis 2006 war Belder Leiter der Abteilung für Chromatographie am Max-Planck-Institut für Kohlenforschung in Mülheim an der Ruhr. 2003 habilitierte er an der Universität Wuppertal, ab April 2006 war er Professor für Analytische Chemie an der Universität Regensburg. Seit dem 1. August 2007 ist Belder Professor für Analytische Chemie und Konzentrationsanalytik an der Universität Leipzig. Von 2013 bis 2016 war er Dekan der Fakultät für Chemie und Mineralogie an der Universität Leipzig.
Belder ist Sprecher der durch die Deutsche Forschungsgemeinschaft geförderten Forschungsgruppe integrierte Chemische Mikrolaboratorien.

## Forschung
Die Forschung seiner Arbeitsgruppe konzentriert sich auf die Lab-on-a-Chip-Technologie sowie insbesondere für miniaturisierte Trenntechniken wie die Chip-Elektrophorese, Chip-HPLC sowie die Chip-SFC. Außerdem arbeitet Belder auch an Detektionstechniken wie der Kopplung von Mikrofluidik-Chips mit der Massenspektrometrie oder der Ionenmobilitätsspektrometrie und an optischen Techniken wie der Fluoreszenz- und Raman-Mikroskopie. Dabei liegt ein Schwerpunkt auf integrierten Chiplaboratorien, die chemische Reaktoren und Analyseeinheiten auf einem Chip vereinen. Durch Forschung in diesem Gebiet könnten in der Zukunft zum Beispiel die Entwicklung neuer Arzneimittel beschleunigt werden sowie miniaturisierte Analysengeräte für die apparative Diagnostik in der Medizin genutzt werden.

## Veröffentlichungen (Auswahl)
- mit Rajapandiyan Panneerselvam, Hasan Sadat, Eva-Maria Höhn, Anish Das, Hemanth Noothalapati: Microfluidics and surface-enhanced Raman spectroscopy, a win–win combination? In: Lab on a Chip. Band 22, Nr. 4, 15. Februar 2022, ISSN 1473-0189, S. 665–682, doi:10.1039/D1LC01097B.
- mit Lisa Mahler, Konstantin Wink, R. Julia Beulig, Kirstin Scherlach, Miguel Tovar, Emerson Zang, Karin Martin, Christian Hertweck, Martin Roth: Detection of antibiotics synthetized in microfluidic picolitre-droplets by various actinobacteria. In: Scientific Reports. Band 8, Nr. 1, 30. August 2018, ISSN 2045-2322, S. 13087, doi:10.1038/s41598-018-31263-2, PMC 6117260 (freier Volltext).
- mit Sebastian Thurmann, Carsten Lotter, Josef J. Heiland, Bezhan Chankvetadze: Chip-Based High-Performance Liquid Chromatography for High-Speed Enantioseparations. In: Analytical Chemistry. Band 87, Nr. 11, 2. Juni 2015, ISSN 0003-2700, S. 5568–5576, doi:10.1021/acs.analchem.5b00210.
- mit Martin Ludwig: Surface modification in microchip electrophoresis. In: ELECTROPHORESIS. Band 24, Nr. 21, 2003, ISSN 1522-2683, S. 3595–3606, doi:10.1002/elps.200305648.

## Ehrungen und Auszeichnungen
- 2015: Gerhard-Hess-Preis
- 2019: Fresenius-Preis
- 2020: SCIEX Innovation Award[4]